# Disney Channel (Latin-Amerika)
A Disney Channel (Latin-Amerika) a Disney Channel latin-amerikai adásváltozata. 2000. július 27-én indult. A csatorna Latin-Amerikában érhető el spanyolul és portugálul, hatféle adásváltozatban.
A műsorok szinkronjai különböznek a szintén spanyolul is sugárzó Disney Channel (Spanyolország) spanyol nyelvű szinkronjaitól.

## Adásváltozatok
A Disney Channel hat adásváltozatra oszlik Közép és Dél-Amerikában.
- Mexikói: Mexikóban, spanyol nyelven.
- Észak-atlanti: Kolumbiában, Venezuelában, a Karib-térségben és a Dominikai Köztárságban, spanyol nyelven.
- Közép-amerikai: Panamában, spanyol nyelven.
- Csendes-óceáni: Chile, Peru, Ecuador, Bolíviában, spanyol nyelven
- Dél-atlanti: Argentínában, Paraguayban, Uruguayban, spanyol nyelven.
- Brazíliai: Brazíliában, portugál nyelven.

## Műsorok
- Violetta
- Soy Luna
- Kikiwaka tábor
- Jake és Blake
- Austin és Ally
- Liv és Maddie
- Sok sikert, Charlie!
- Jessie
- Phineas és Ferb
- Pindúr Pandúrok
- Rejtélyek városkája
- Zack és Cody élete
- Zack és Cody a fedélzeten
- Raven otthona
- Milo Murphy törvénye
- Varázslók a Waverly helyből
- Kim Possible
- Timon és Pumbaa
- Csacska angyal
- Hannah Montana
- Szünet
- Tündéri keresztszülők
- Hank Zipzer
- Sonny, a sztárjelölt
- That’s So Raven